# Franco belga
El franco belga fue la moneda oficial del Reino de Bélgica antes de la introducción del euro el 1 de enero de 2002. Un franco belga se dividía en 100 céntimos. El código ISO 4217 para esta moneda es BEF y su abreviatura común era fr. 
Era equivalente al franco luxemburgués, tanto en valor como en validez de uso. Se podían usar tanto en Luxemburgo como en Bélgica las monedas y billetes de ambas divisas
El cambio preestablecido con respecto al euro fue fijado en 1999 a razón de:
- 1 euro = 40,3399 BEF

## Historia
La conquista de muchos países de la Europa Occidental por las tropas napoleónicas hizo que el franco francés circulara ampliamente por estos territorios. En Flandes el franco sustituyó al thaler, que a su vez fue reemplazado por el florín neerlandés cuando se formó el Reino Unido de los Países Bajos.
Tras independizarse de Holanda, el nuevo Reino de Bélgica adoptó su propio franco en 1832, equivalente al franco francés. Posteriormente le siguieron Luxemburgo en 1848 y Suiza en 1850. Italia, ya unificada, adoptó la lira con una base similar a la de 1862.
En 1865, Francia, Bélgica, Suiza e Italia crearon la Unión Monetaria Latina, a la que se unirían Grecia y España en 1868. Cada país tendría su propia moneda con un valor de 4,5 g de plata o 290,322 mg de oro, todas intercambiables entre sí. En la década de los 70 el valor del oro hizo que la situación se mantuviera estable hasta 1914.
En 1926 Bélgica, al igual que Francia, experimentó una devaluación y un descenso del consumo, seguidos de la introducción de una nueva divisa de oro para transacciones internacionales, el belga, equivalente a 5 francos, por lo que el país abandonó la unión monetaria que dejó de existir a finales del mismo año. El belga fijó su paridad a la libra esterlina con una tasa de cambio de 35 belgas (175 francos) por libra, por lo tanto se creó un nuevo patrón de oro de 1 belga = 209,211 mg de oro. Sin embargo la unión belga-luxemburguesa se mantuvo en 1921, estableciendo las bases para una unión económica plena en 1932. En 1935 el franco belga se devaluó un 28% hasta los 150,632 mg de oro y la paridad entre los francos belga y luxemburgués se revisó a 1 LUF = 1¼ BEF.
Tras la ocupación alemana en mayo de 1940, el franco se fijó a la moneda alemana, con un valor de 0,10 pfennig, que se redujeron a 0,08 pfennig en julio. Tras la liberación en 1944, el franco se unió a los Acuerdos de Bretton Woods, con un cambio inicial de 43,77 BEF = 1 USD establecido el 5 de octubre. Esta tasa se cambió a 43,8275 BEF en 1946 y después a 50 BEF tras la devaluación de la libra esterlina en septiembre de 1949. La última devalución que sufrió el franco belga fue en 1982.
En 1990, el franco belga, como moneda fuerte, se vinculó al marco alemán.

## Lenguas
Inicialmente las monedas y los billetes tenían su denominación en francés. Sin embargo, las monedas con la denominación en neerlandés aparecieron en 1869. Algunas acuñaciones posteriores llevan las leyendas en ambas lenguas. Cuando los dos idiomas aparecían en la misma cara de una moneda, se acuñaban dos versiones distintas: unas con la denominación en francés en la derecha y en neerlandés a la izquierda, y viceversa. 
Los primeros billetes bilingües aparecieron alrededor de 1880, y a partir de 1992 se introdujo el alemán en las denominaciones. Algunas acuñaciones de monedas conmemorativas llevan también el idioma alemán en la denominación.

## Franco luxemburgués en Bélgica
Entre 1944 y 2002, 1 LUF equivalía a 1 BEF, por lo que ambos francos eran de curso legal en ambos países. Sin embargo el pago con billetes de francos luxemburgueses en comercios belgas normalmente era rechazado.

## Monedas

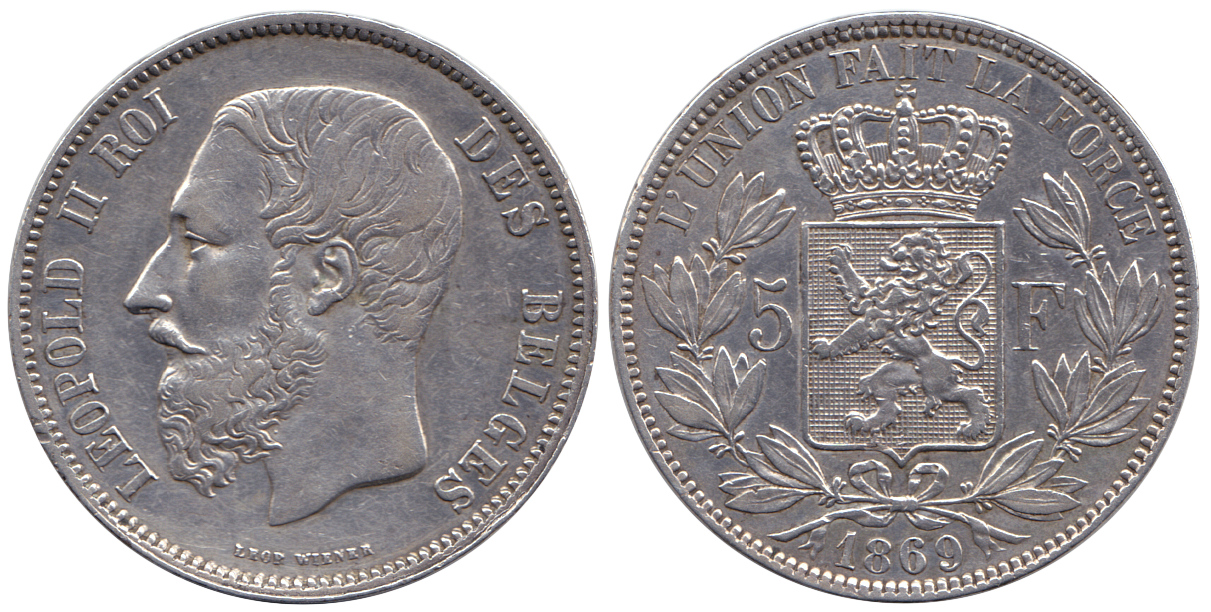
5 francos 1869, Leopoldo II, plata.

Entre 1832 y 1834 se acuñaron monedas de 1, 2, 5 y 10 céntimos de cobre, ¼, ½, 1, 2 y 5 francos en plata, y 20 y 40 francos en oro. Algunas de las primeras monedas de 1 y 2 céntimos se acuñaron sobre las de ½ y 1 céntimo holandesas. La moneda de 40 francos no se acuñó hasta después de 1841, mientras que los 2½ francos de plata y los 10 y 25 francos de oro se acuñaron entre 1848 y 1850. La moneda de 20 céntimos de plata sustituyó al ¼ de franco en 1852. En 1860 se introdujo una nueva moneda de 20 céntimos de cuproníquel, seguida por las de 5 y 10 céntimos en 1861. La acuñación de monedas de 5 francos fue irregular durante 1876. Entre 1901 y 1908 se introdujeron monedas de cuproníquel de 5 céntimos con agujero, y 10 y 25 céntimos.
En 1914 la producción de monedas de 1 céntimo y las monedas de plata cesó. En la zona ocupada por los alemanes se acuñaron monedas de zinc de 5, 10 y 25 céntimos, seguidas de una moneda con agujero de 50 céntimos en 1918. La producción de monedas de 2 céntimos terminó en 1919, y en 1922 y 1923 se introdujeron monedas de 50 céntimos, y 1 y 2 francos de níquel. Las monedas de latón sustituyeron a los 5 y 10 céntimos de cuproníquel en 1930, seguidas por las de 25 céntimos en 1938. En 1930 y 1931 se acuñaron monedas de 5 y 20 francos en níquel, seguidas por una moneda de 20 francos de plata en 1933 y 50 francos en 1939.
Como consecuencia de la ocupación alemana en 1940, la acuñación de monedas de plata fue discontinua. En 1941 el zinc sustituyó a otros metales en las denominaciones de 5, 10 y 25 céntimos, y 1 y 5 francos. En 1944 las tropas aliadas acuñaron 25 millones de monedas de 2 francos en la ceca de Filadelfia utilizando las prensas para acuñar centavos de acero estadounidenses. En 1948 se acuñaron monedas de 5 francos de níquel y 50 y 100 francos de plata, seguidas por las de 20 francos en 1949 y 1 franco de cuproníquel en 1950. En 1950 y 1952 se introdujeron monedas de 20 y 50 céntimos de bronce. La utilización de plata terminó en 1955.
En 1964 las monedas de 25 céntimos de cuproníquel sustituyeron a las de 20 céntimos. Se introdujo una moneda de 10 francos de níquel que se acuñó hasta 1979, seguida por las de 20 francos de bronce-níquel en 1980 y 50 francos de níquel en 1987. El bronce-aluminio sustituyó al cuproníquel en las monedas de 5 francos en 1986, mientras que el níquel con núcleo de acero sustituyó al cuproníquel en las monedas de 1 franco en 1989.
Las últimas monedas en circulación fueron las siguientes:
| Imagen | Denominación | Metal    | Canto    | Diámetro (mm) | Peso (g) | Anverso                                      | Reverso                                                                                             |
| ------ | ------------ | -------- | -------- | ------------- | -------- | -------------------------------------------- | --------------------------------------------------------------------------------------------------- |
|        | 1 Franco     | Fe+Ni    | Liso     | 18,00         | 2,75     | Balduino I - BOUDEWIJN Balduino I - BAUDOUIN | 1 F - Corona - BELGIË - año de acuñación 1 F - Corona - BELGIQUE - año de acuñación                 |
|        | 5 Francos    | Cu+Al+Ni | Liso     | 24,00         | 5,50     | Balduino I                                   | 5 F - BELGIË - año de acuñación 5 F - BELGIQUE - año de acuñación                                   |
|        | 20 Francos   | Cu+Ni+Al | Liso     | 25,65         | 8,50     | Balduino I                                   | 20 F - BELGIË - Rama de olivo - año de acuñación 20 F - BELGIQVE - Rama de olivo - año de acuñación |
|        | 50 Francos   | Níquel   | Estriado | 22,75         | 7,00     | Balduino I                                   | 50 F - BELGIË - año de acuñación 50 F - BELGIQUE - año de acuñación                                 |

| Imagen | Denominación | Metal    | Canto    | Diámetro (mm) | Peso (g) | Anverso                | Reverso                                                                      |
| ------ | ------------ | -------- | -------- | ------------- | -------- | ---------------------- | ---------------------------------------------------------------------------- |
|        | 1 Franco     | Fe+Ni    | Liso     | 18,00         | 2,75     | Alberto II - ALBERT II | 1 FRANK - BELGIË - año de acuñación 1 FRANC - BELGIQUE - año de acuñación    |
|        | 5 Francos    | Cu+Al+Ni | Liso     | 24,00         | 5,50     | Alberto II - ALBERT II | 5 FRANK - BELGIË - año de acuñación 5 FRANCS - BELGIQUE - año de acuñación   |
|        | 20 Francos   | Cu+Ni+Al | Liso     | 25,65         | 8,50     | Alberto II - ALBERT II | 20 FRANK - BELGIË - año de acuñación 20 FRANCS - BELGIQUE - año de acuñación |
|        | 50 Francos   | Níquel   | Estriado | 22,75         | 7,00     | Alberto II - ALBERT II | 50 FRANK - BELGIË - año de acuñación 50 FRANCS - BELGIQUE - año de acuñación |

## Billetes
Entre 1835 y 1841, los billetes los emitía la Société de Commerce de Bruxelles, el Banco Legrelle, la Société Générale pour Favoriser l'Industrie Nationale, el Banco de Bélgica, el Banco de Flandes y el Banque Liègoise et Caisse d'Épargnes en denominaciones de 5, 10, 20, 25, 50, 100, 250, 500 y 1.000 francos.
En 1851, Banco Nacional de Bélgica comenzó a emitir billetes en denominaciones de 20, 50, 100, 500 y 1.000 francos. En 1914 se introdujeron billetes de 1, 2 y 5 francos. En las zonas ocupadas por los alemanes la Société Générale de Belgique emitió billetes de 1, 2, 5, 10, 20, 100 y 1.000 francos entre 1915 y 1918. En 1927 el Banco Nacional imprimió billetes con las denominaciones en francos y su equivalencia en belgas.
En 1944 tras la liberación, se introdujeron nuevos billetes datados en 1943, los que fueran impresos en el Reino Unido, con denominaciones de 5, 10, 100, 500 y 1.000 francos. Esta serie fue la última en tener la equivalencia en belgas. En 1948 se introdujeron nuevos billetes de 50 francos, seguidos por los de 20 en 1950, mientras que el Banco Nacional continuó emitiendo denominaciones de 100, 500 y 1.000 francos. 
En 1971 se introdujo el billete de 5.000 francos, y las denominaciones de 20 y 50 fueron sustituidas por monedas en 1980 y 1987 respectivamente. En 1992 se introdujeron billetes de 10.000 francos, el mismo año en el que la producción de billetes de 5.000 francos terminó. En 1994 se introdujeron los billetes de 2.000 francos.
Los billetes que estuvieron en circulación hasta la entrada del euro eran los de las denominaciones siguientes:
| Imagen del anverso | Imagen del reverso | Denominación   | Color predominante | Dimensiones | Anverso | Reverso |
| ------------------ | ------------------ | -------------- | ------------------ | ----------- | --- | --- |
|                    |                    | 100 Francos    | Rojo               | 139 x 76 mm | 100 - HONDERD FRANK - James Ensor - Máscaras de teatro - NATIONALE BANK VAN BELGIE                                    | 100 - CENT FRANCS - HUNDERT FRANKEN - Compañía teatral - BANQUE NATIONALE DE BELGIQUE - BELGISCHE NATIONALBANK                                      |
|                    |                    | 200 Francos    | Amarillo           | 144 x 76 mm | 200 - DEUX CENTS FRANCS - Adolphe Sax - Saxofón y notas musicales - BANQUE NATIONALE DE BELGIQUE                      | 200 - TWEEHONDERD FRANK - ZWEIHUNDERT FRANKEN - Músicos tocando el saxo - NATIONALE BANK VAN BELGIE - BELGISCHE NATIONALBANK                        |
|                    |                    | 500 Francos    | Azul               | 149 x 76 mm | 500 - CINQ CENTS FRANCS - René Magritte - Árbol y hojas - BANQUE NATIONALE DE BELGIQUE                                | 500 - VIJFHONDERD FRANK - FÜNFHUNDERT FRANKEN - "El hijo del Hombre" de Magritte - NATIONALE BANK VAN BELGIE - BELGISCHE NATIONALBANK               |
|                    |                    | 1.000 Francos  | Marrón             | 154 X 76 mm | 1000 - DUIZEND FRANK - Constant Permeke - Velero - NATIONALE BANK VAN BELGIE                                          | 1000 - MILLE FRANCS - TAUSEND FRANKEN - BANQUE NATIONALE DE BELGIQUE - BELGISCHE NATIONALBANK                                                       |
|                    |                    | 2.000 Francos  | Violeta            | 159 x 76 mm | 2000 - TWEEDUIZEND FRANK - Victor Horta - NATIONALE BANK VAN BELGIE                                                   | 2000 - DEUX MILLE FRANCS - ZWEITAUSEND FRANKEN - Elementos arquitectónicos de la Casa Horta - BANQUE NATIONALE DE BELGIQUE - BELGISCHE NATIONALBANK |
|                    |                    | 10.000 Francos | Gris               | 169 x 76 mm | 10000 - DIX MILLE FRANCS - Alberto II y Paola de Bélgica - Mapa de Bélgica y hemiciclo - BANQUE NATIONALE DE BELGIQUE | 10000 - TIENDUIZEND FRANK - ZEHNTAUSEND FRANKEN - NATIONALE BANK VAN BELGIE - BELGISCHE NATIONALBANK                                                |